# Туманов, Вадим Иванович
Вади́м Ива́нович Тума́нов (1 сентября 1927, Белая Церковь, СССР — 10 июля 2024, Москва) — российский предприниматель, золотопромышленник, мемуарист, после освобождения возглавил золотодобывающую артель, сформированную государственной властью из осуждённых уголовных и в том числе репрессированных людей. Возглавив артель, Туманов полностью ликвидировал в ней уголовную кастовую иерархию, что для СССР, и в том числе для современной Российской Федерации, является прецедентом, так как, в сущности, построив свою артель, работающую по своим внутренним законам и правилам, Вадим Туманов уголовную иерархическую среду, построенную в тюрьмах и лагерях при Сталине, попросту ликвидировал.

## Биография
Родился в городе Белая Церковь Украинской ССР. В 1930 году семья переехала на Дальний Восток. В четырнадцать лет его приняли в комсомол. Решив стать моряком, учился в электромеханической школе на острове Русский, где окончил школу штурманов.
Участник Великой Отечественной войны, в 1943 году призван на Тихоокеанский флот. С 1945 года служил в Хасанском секторе береговой обороны в 138-м отдельном артиллерийском дивизионе (оадн). Был членом сборной Тихоокеанского флота по боксу.
В 1948 году 20-летний Вадим Туманов, тогда третий помощник капитана парохода «Уралмаш», был арестован во Владивостоке и осуждён на 8 лет лагерей (58-я статья УК РСФСР, пункты 6, 8 и 10 — «шпионаж, террор, антисоветская агитация»). По словам самого Туманова, осуждён он был «за любовь к Сергею Есенину». Восемь лет провёл в тюрьмах и колымских лагерях Севвостлага. Не смирившись с приговором, он восемь раз пытался бежать. В итоге с учётом осуждений за побеги срок вырос до 25 лет. Лишь после смерти Сталина и развенчания культа его личности, в июле 1956 года, Туманова освободили, признав невиновным, со снятием судимости и поражения в правах.
После освобождения Туманов окончил курсы горных мастеров. Начиная с 1956 года организовал несколько крупных артелей по добыче золота, часть которых работает и по сей день. В числе созданных предпринимателем артелей, работавших на месторождениях от Урала до побережья Охотского моря — «Семилетка» (1960—1966 годы), «Прогресс» (1966 год), «Алдан» (1969 год; ныне «Амур»), «Восток» (1973 год), «Витим» (1973 год), «Лена» (1976 год), «Печора» и др. Всего, за время своего существования, созданные Тумановым артели вместе с дочерними предприятиями на Колыме, в Якутии, на Дальнем Востоке, в Приморье, на Охотском побережье, в Таджикистане, Башкирии, на Приполярном Урале в Коми добыли свыше 500 тонн золота.
В тот момент, в 1983 году, старательская артель «Печора» с центром в городе Ухте, насчитывала около 1200 членов. В основном — шофёров, строителей и бульдозеристов. Три базы, несколько добывающих участков в уральских горах. Разрабатывались бедные россыпи, такие, которые государство никакими обычными методами взять не могло. Работали 12 часов в день без выходных вообще — 80-часовая рабочая неделя. Заработок — 40 рублей в день. Вахтовый метод. Рабочие приезжали на 8—9 месяцев со всех концов Союза, вкалывали практически без отдыха, а потом на 3—4 месяца уезжали домой в отпуск. Тяжелейшая работа и немыслимый для советских организаций комфорт. Сауны на всех участках. Потрясающая еда. Повара, которых сманили из лучших московских ресторанов».
Наибольший резонанс получила деятельность Туманова в качестве руководителя (с 1979 года) основанной в 1956 году артели «Печора». В начале 1980-х годов фактически представлявшая собой кооператив артель перешла на хозрасчёт. В 1987 году против артели «Печора» и лично Туманова была развёрнута кампания по дискредитации, которую возглавили член Политбюро ЦК КПСС Егор Лигачёв, министр цветной металлургии СССР Владимир Дурасов. Участие в давлении на золотодобытчика приняли главный редактор газеты «Социалистическая индустрия» А. А. Баранов, первый секретарь обкома КПСС Коми АССР Владимир Мельников и даже генеральный секретарь ЦК КПСС Михаил Горбачёв. Итогом кампании стала ликвидация артели.
В 1987 году Туманов организовал производственно-строительный кооператив «Строитель», зарегистрированный в Карелии и специализирующийся на строительстве автомобильных дорог. Позже им было создано акционерное общество «Туманов и Ко».
В архиве Егора Гайдара хранится записка Туманова 1991 года в Правительство Российской Федерации «О содействии развитию аграрно-промышленной инфраструктуры России», в которой он выступил с предложением ряда мер, способствующих «развитию аграрно-промышленной инфраструктуры России». Там же есть и другая записка Туманова с предложениями о мерах в более частной сфере — «О рыночных формах освоения и разработки крупных месторождений минерального сырья и драгоценных металлов».
Был близким другом Владимира Высоцкого.
Скончался 10 июля 2024 года в Филатовской больнице Москвы. Похоронен на Троекуровском кладбище.

### Семья
- Супруга — Римма Васильевна Туманова (урождённая Дехта, 1936—2008), работала диктором на телестудии Пятигорска;
- Сын — Вадим Вадимович Туманов (род. 1959), окончил факультет журналистики МГУ;
- Внук Владимир Вадимович Туманов[6].

Семья Туманова проживает в Москве.

## Награды
- медаль «За победу над Японией»[источник не указан 367 дней];
- орден Отечественной войны II степени (1 августа 1986)[15];
- премия Фонда Высоцкого «Своя колея» за 2016 год[16];
- почётный гражданин Республики Карелия (июнь 2017) — за особые заслуги перед республикой и большой личный вклад в строительство автомобильных дорог, мостов и благоустройство объектов в регионе[17];
- медаль ордена «За заслуги перед Отечеством» II степени (24 января 2018) — за достигнутые трудовые успехи и многолетнюю добросовестную работу[18].

## Образ в искусстве
Вадиму Туманову посвящены песни Владимира Высоцкого «Был побег на рывок» и «В младенчестве нас матери пугали…», а также неопубликованная «Пыль».
Нелёгкая судьба предпринимателя легла в основу книги Владимира Высоцкого и Леонида Мончинского «Чёрная свеча», по мотивам которой в 2006 году снят фильм «Фартовый».
Режиссёром-документалистом из Самары Ниной Шумковой снят документальный фильм об истории любви золотопромышленника к своей жене Римме.